# 包頭職業技術學院
包頭職業技術學院创建于1956年，位于内蒙古自治区包头市青山区呼得木林大街12号。原为包头机械工业学校。是国防科工委与内蒙古自治区人民政府共建的高等职业技术学院。1994年成为原国家教委在全国首批选设的十所初中后五年制高等职业教育试点学校之一，1998年经原国家教委批准为内蒙古自治区第一所独立设置的高等职业技术学院。

## 现状
由主教学区与四个分教学区组成，占地面积20万平方米，建筑面积15万平方米。教学设施完善。学院现在专任教师287人，其中高级职称教师120人。另有兼职教师150人。

## 专业
学院设有机械工程系、电子工程系、车辆工程系和基础部四个系部，现开设普通高中毕业后三年制、中职毕业后三年制、初中毕业后五年制等高等学历教育共18个专业。